# سفر زكريا

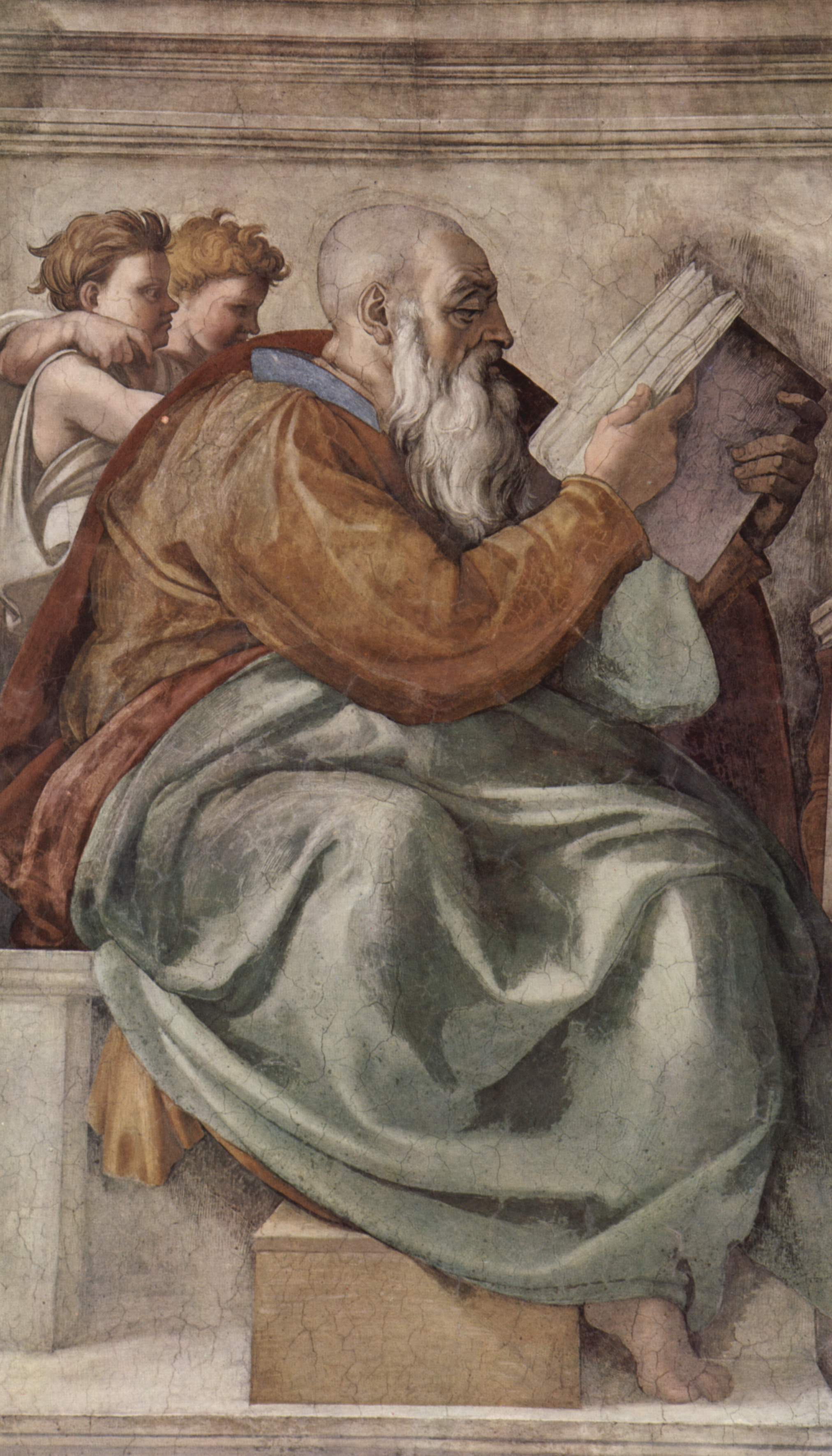

سفر زكريا هو أحد أسفار التناخ والعهد القديم وهو منسوب تقليديا للنبي زكريا بن برخيا.

## التأليف
يرى بعض العلماء أن السفر قد كتبه فرد واحد. على سبيل المثال، استنتجت أطروحة جورج ليفنغستون روبنسون حول الفصول 9-14 أن تلك الفصول كان أصلها في الفترة ما بين 518 و516 قبل الميلاد ولها علاقة وثيقة بالفصول من 1 إلى 8، وعلى الأرجح من تأليف زكريا نفسه. ومع ذلك، فإن معظم العلماء المعاصرين يعتقدون أن سفر زكريا قد كتبه شخصان مختلفان على الأقل.